# 간호

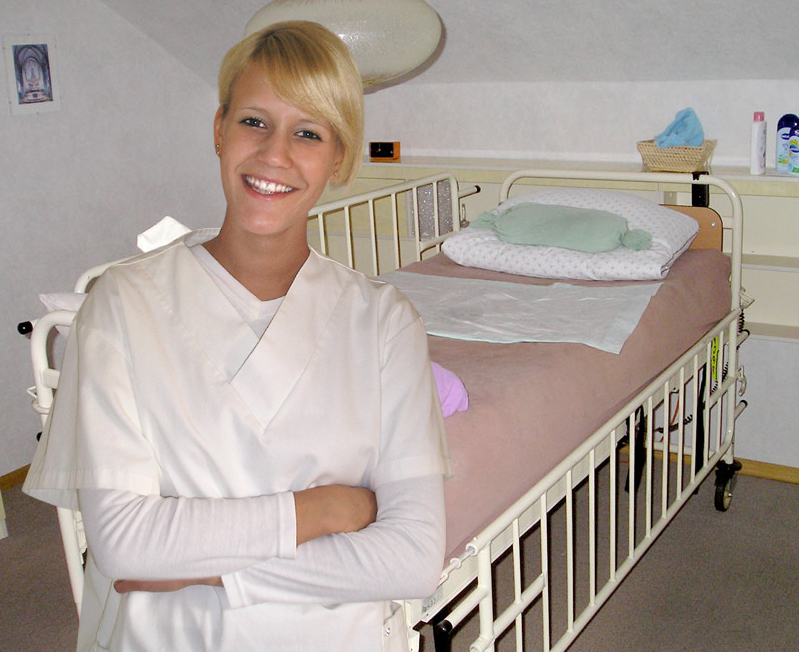

간호 (看護, 영어: nursing)는 개인, 가정, 또는 공동체를 상대로 건강 증진을 목적으로 도움을 주는 일이다.

## 일반적 정의
- 실제적 혹은 잠재적 건강 문제에 대한 인간 반응의 진단과 치료.[1]
- 최적의 건강 상태를 유지하고 달성하도록 개인이나 집단을 돕는 것이며 이러한 목적을 달성하기 위해 돌봄의 전략을 수행하고 돌봄과 치료의 반응을 평가하는 것.[2]

간호 전문직이 성장하고 책임이 변화함에 따라 간호에 대한 정의도 과학적인 근거하에 다듬어지고 변화하고 있다.

## 역사

### 원시시대
원시시대의 자기보호본능으로부터 시작된 자기간호와 어머니의 모성애적인 가족간호로부터 간호는 시작하였다.
이 시기에는 모든 것은 눈에 보이지 않는 초자연적인 힘에 의해 지배된다는 물활론(Animism)적인 사고에 의해 질병은 악한 영혼에 의한 것이고 마술적인 방법, 미신에 의해서 치료할 수 있다고 믿었다. 또한 종족에 돌보는 사람이 따로 있지 않고 여성이 아이를 양육하고 아픈 가족을 돌보는 중요한 책임을 지니고 있었다.

### 고대문명사회 (BC 6세기 ~ AD 5세기)
- 바빌로니아 (메소포타미아)

함무라비 법전에서 의사와 간호사의 의료적 책임과 위생시설과 의료행위에 대한 구체적인 조문을 서술하였다.
- 이집트

파피루스는 세계에서 가장 오래된 의학사전이라고 할 수 있으며 질병에 대한 원인, 증상, 처방이 기재되어 있다. 종교인이자 의료인인 임호텝(Imhotep)이 최초의 내과의사이자 외과의사, 건축가, 성직자로 유명하였다. 또한 이집트는 다른 동양의 국가에 비하여 여성의 지위가 높아 전문 여자 산파가 따로 산과적 문제를 전적으로 담당하였다.
- 팔레스타인

이집트의 위생법을 포함한 모세법이 있었으며 예방의학을 사용하였고 여성의 임신과 분만에 대한 규정이 있었다.
- 인도

아소카왕이 역사상 최초의 병원을 세웠고 정부의 자금으로 운영되었다. 브라만이라 불리는 승려계급에서 의사를 배출하였다. 힌두교 경전인 베다에는 편도선절제술과 같은 외과적 치료법이 기술되어 있었다. 치료보다는 질병의 예방을 중시하여 우두접종을 시행하였다. 또한 간호 실무에 대한 설명과 간호 원리에 대한 완전한 설명을 볼 수 있다. 간호사는 대부분 남자 청년들이었고 드물게 나이 많은 여성으로 높은 도덕적 규범을 요구하였다.
- 중국

남성우위사상으로 여성의 간호활동은 어려웠다. 다른 국가와 달리 병의 원인을 자연현상에 찾았고 자연에서 약을 구하고자 하였다. 혈액순환을 중시하여 진맥이론과 기술이 발달한 것이 특징이다.
- 그리스

의학의 아버지 히포크라테스가 이 시기의 사람으로 유명하다. 그리스에서는 여자의 지위가 노예의 바로 위의 단계로 매우 낮아서 외부에 영향력을 끼칠 수 없었다.
- 로마

의학의 발달은 그리스만큼은 아니었으나 공중보건에 영향을 미치는 건축기술이 발달하였다. 그리스와 반대로 여성의 영향력이 높아졌으며 이는 초기 기독교 시대의 간호에 지대한 영향을 끼쳤다. 여성이 높은 사회적, 법적 지위를 가지고 있었으며 콘스탄틴 대제가 기독교를 로마의 국교로 선포한 이후 권력층 여성들은 자신의 집과 재산을 병원과 순례자들의 휴양소로 사용하도록 내놓으면서 간호업무와 자선사업의 기초를 닦았다. 이런 여성들을 로만매트론(Roman Matron)이라 하며 파비올라, 마르셀라, 파울라가 유명하다.

### 초기 기독교 시대
초기 기독교 시대에는 기독교 신앙의 영향으로 박애주의, 실천 봉사, 계급 타파 정신을 통해 여성의 사회적 지위가 개선되었고 간호발달에 지대한 영향을 미쳤다. 로마의 귀부인 간호사업가들인 로만매트론들에 의해 간호업무와 자선사업이 활발하였다. 또한 사도 바울의 제자로 여집사 페베는 아픈 사람들의 가정에 직접 방문하여 간호하여 사회봉사로써의 간호를 시작하였으며, 최초의 방문간호사로 여겨진다.
초기기독교 시대에는 여집사를 중심으로 여집사단이 결성되었다. 이들은 어떠한 보상도 바라지 않고 타인에게 헌신하는 순수한 기독교적 이타주의에서 우러난 봉사로서의 간호를 하였다.

### 중세시대
중세시대는 사회가 교회에 의해 지배당하면서 그리스와 로마의 비종교적 의학이 사라지게 되었고 이로 인해 과학적·기술적 의학은 쇠퇴하게 되었다. 간호에 종사하는 수녀들에 의해서 높은 수준의 간호가 제공되었고 수도원을 중심으로 의료와 간호가 이루어졌다. 중세에는 전염병이 신의 섭리로 여겨져서 질병의 원인제거나 치료에는 관심이 없었다. 또한 특수계층에만 교육의 기회가 주어져서 간호인력이 풍부하지 못했으며 조직적인 간호가 이루어지지 않았고 간호는 죄를 뉘우치는 수단이며 신의 일을 하는 것이라 여겨졌다.
후반기에 이르러 높은 지식과 사회적 배경을 지닌 간호 선구자들이 나타나기 시작하였다. 십자군운동은 간호사업에 가장 큰 영향을 미친 사건으로 원정 도중·전후에 나타난 전염병과 사상자를 처리하기 위해 기사간호단(Military Nursing Orders), 걸인간호단(탁발승단, Mendicant Orders)가 생겨났다. 기사간호단은 전쟁과 간호를 동시에 수행하면서 오늘날의 앰뷸런스 서비스를 제공하였고 환자와 부상자를 간호하였다. 걸인간호단은 자신들의 지위와 재산을 포기하고 맨발에 누더기를 걸치고 다니면서 전도와 간호를 하였다.
종교개혁은 간호의 암흑기(1550년 ~ 1850년)가 시작된 원인으로 구교의 세력이 꺾이면서 구교에서 지원하던 간호사업 및 자선사업, 구빈사업이 중단되었다. 여러 병원과 간호 기관의 폐쇄로 우수한 간호능력을 지닌 수녀들은 병원을 떠났으며 신교의 여성에 대한 인식부족으로 여성의 지위와 사회활동이 국한되었다. 신교에서는 이를 대처할만한 능력이나 세력이 없었고, 트렌종교회의에서는 평신도가 간호사업에 헌신하기 어렵도록 까다로운 규정까지 마련되었다. 의료기관 운영권이 교회에서 국가행정부서로 이양됨에 따라 간호종교단의 역할을 사명감 없는 여성들이 교육도 받지 않고 돈을 벌기 위해 고용되어 대신하거나 죄수가 간호를 하였다.

### 근대 (전문직으로의 전환기)
근대에 들어 신교 여집사 간호단이 초기 기독교 시대의 여집사 운동을 새로이 계승하면서 간호 사업의 새로운 발전이 시작되었다. 프리드너 목사와 프리데릭 문스터 여사가 설립한 독일의 카이저스베르트 간호사양성소는 최초의 근대 여집사 간호단을 창설하였고 실용 간호학과 조직적인 간호 훈련을 시작하였다. 플로렌스 나이팅게일이 유일하게 정규교육을 받은 곳으로 근대 간호교육의 필요성을 깨닫게 해준 곳이다. 이후 나이팅게일은 근대 간호학과 간호교육을 확립하였으며 전쟁터에 직접 뛰어들어 간호를 시행하면서 군대 위생, 군 병원의 시설, 영양 등의 부분에 혁신을 일으켰다. 전쟁 이후 《Notes of Hospitals》, 《Notes on Nursing》을 발간하여 병원과 간호의 혁명을 일으켰으며 간호의 이념을 정리하였다. 나이팅게일의 간호 이념은 현대 간호 이념의 근간을 이루고 있다. 나이팅게일은 간호사의 면허 제도에 반대하였으나 펜윅(Bedford Fenwick)는 면허 제도를 찬성하여 나이팅게일 사후 9년이 지난 1919년에 이르러 간호사 면허 제도가 실시되었다.

## 간호의 종류

### 장소에 따른 간호의 종류
- 병원안 간호: 병원안에서 하는 간호.
- 병원밖 간호 : 병원밖에서 하는 간호.

### 업무 분담에 따른 간호의 종류
- 담당 환자 간호 : 개개의 간호사에게 환자를 할당해서 하는 간호.
- 기능별 간호 : 환자에 대해서 이루어지는 간호업무를 간호사에게 할당해서 하는 간호.
- 팀간호 : 간호사들이 팀을 짜고 그룹의 환자를 담당해서 하는 간호.
- 혼합형 간호 : 환자별, 기능별의 양자를 혼합해서 하는 간호.
- 담당 간호 : 1명의 환자에 대한 간호를 1명의 간호사에 의해서 입원에서 퇴원까지 계속해서 하는 간호.

## 여러나라의 간호

### 중국 간호
- 근무조건

Flag of China (2000 World Factbook)

중국 간호는 하루에 8시간 일을 하고 3교대를 사용하고 있다. 중국의 3교대는 아침,점심,저녁으로 이루어져 있는
데, 아침 교대는 오전 8시부터 오후 4시까지, 점심 교대는 오후 4시부터 오전 12시, 저녁 교대는 오전 12시부터
오전 8시로 이루어져있고 점심시간은 30분으로 정해져있다.
- 조건과 자격

중국 간호사가 되려면 반드시 위생부의 자격시험을 통과하여 "중화인민공화국 간호사자격증"을 취득해야만 한다. 다만 단과대학과 종합대학의 간호전문학과 이상의 학력을 소지한 자, 또는 성급 이상의 위생행정부서에서 시험 면제 자격을 인정받은 자로서, 일반 중등위생(간호) 학교의 간호과를 졸업한 자는 간호사 자격시험을 면제받을 수 있다. 간호사 자격시험은 매년 한차례 실시된다. 간호사 자격시험에 합격한 자는 성, 자치구, 직할시의 위생행정부서로부터 "중화인민공화국 간호사자격증"을 발급받게 된다.  대학교를 졸업한 후 병원에서 현장 실습과 간호사 시험과 증명서를 획득하여야 공식적으로 간호사가 된다. 또 정신병력, 우울증 이력이 없어야하고, 색맹(Color blindness), 색약(Color weakness, Anomalous trichromacy), 청력장애가 없어야 한다.
- 간호교육 철학

간호교육 철학을 정립함에 있어서 중국은 교육과정에 간호의 주요개념인 인간, 건강, 간호, 환경을 포함한다.
- 교육목표

교육목표 설정에 있어서 중국은 공통적으로 간호지식과 기술습득, 간호과정적용, 관리능력, 개인 및 전문직 발전을 강조한다.
- 중국 간호교육 기관

간호교육 기관은 국립으로 되어 있어 독립적인행정체계를 가지고 있으며 다른 의료직과 같은 전문직함을 가지며 정부로부터 안정적인 재정 지원을 받을 수 있어, 교육 시설 개선 및 연구 활동에 필요한 자원을 확보하기가 용이하다.
- 간호 교육 과정

중국의 간호 교육과정은 크게 중등 전문 학력, 전문대 학력, 4년제 대학 학력과 대학원 학력의 네 가지 유형으로 분류된다. 중등 전문학교는 3년 과정으로, 중학교를 졸업한 학생들이 이 교육 훈련과정을 통해 보건 의료영역에 종사하는 직업인으로 갖추어야 할 기본 소양과 최소한의 간호 기술능력을 갖추게 된다. 전문대는 고등학교 졸업자가 대학 수학 능력 시험을 통해 입학하여 3년의 교육을 통해 기초간호학 지식과 간호기술을 갖추어 보건 의료영역에서 간호 실무자로 종사하게 된다. 대학교는 4년제 과정으로, 전문대 입학자에 비해 높은 대학 수학 능력을 입증받은 고등학교 졸업자가 입학하여 간호학을 전공으로 한 지식과 기술적 원리를 교육받아 학사학위자로 보건 의료영역의 전문가로 기초 임무와 역할을 수행하게 된다.

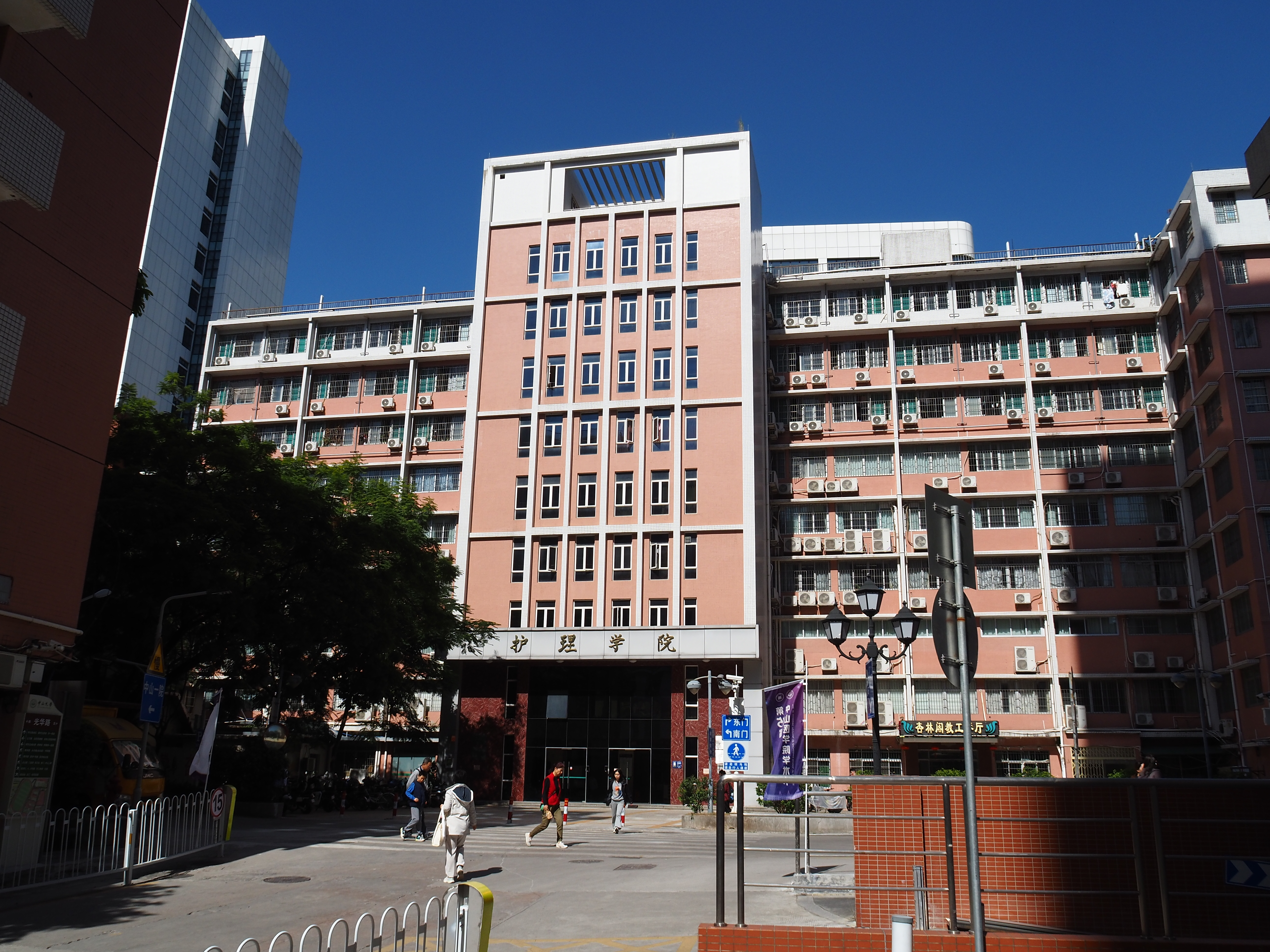
광저우 중산 대설 베이 샤오쿠 간호 학원

중국은 먼저 이론강의, 마지막에 집중적으로 임상실습을 실시해 이론과 실습이 분리되어 있다. 이론강의의 교과목에는 노동교육, 군사훈련, 정치와 전문지식 동시 강조, 군사훈련, 노동교육이 포함되어있다. 전공필수과목에 있어서 중국은 내과간호학,  외과간호학 등 교과목 명이 질병중심으로 분류되어 있고 중의간호학 과목이 개설되어있다.
임상실습교육은 교학 실습과 생산 실습으로 나뉜다.
1. 교학 실습: 교학 실습은 학교에서 담당교사가 학생들과 같이 나와서 견학 형식으로 진행하며 과목별 이론 강의가 끝나거나 필요시 약 1~2주간 병동에서 실습하면서 병원에 대한 기초적인 경험을 갖게 한다.
2. 생산 실습: 생산 실습은 전체 교육과정의 마지막 8개월- 1년을 행하며 학교에서는 각 해당 병원에 교사를 파견하여 구체적인 실습 내용과 관련 사항에 합의를 보고 학교 측의 실습 지침서를 전달하며 각 병원에는 교학 지도팀이 구성되어 있어 학생들의 실습을 지도, 감독, 평가한다.[14]

## 같이 보기
- 간호사
- 간호 역사(영어판)
- 간호 역사의 연대표(영어판)
- 간호학 저널 리스트(영어판)